# 约翰内斯·勃拉姆斯
約翰尼斯·布拉姆斯（德語：Johannes Brahms，1833年5月7日—1897年4月3日），德意志作曲家、钢琴家和指挥家，被认为是浪漫主义音乐时期最重要的代表之一。布拉姆斯是當代維也納的音樂領袖，其大部分的創作时期也是在維也納度過的（1869年後定居於此）。他创作了四部交响曲，其中第一部在他40岁时完成，他筆下的曲類包括鋼琴曲、室內樂、交響樂、合唱曲，以及藝術歌曲等，尤其擅長將民謠旋律輔以精緻化的筆法呈現之。此外，布拉姆斯本人的鋼琴演奏技巧亦相當傑出，他並和許多傑出的音樂家合作首演了自己的作品，與他有密切合作的音樂家包括：鋼琴演奏家克拉拉·舒曼，小提琴演奏家約瑟夫·約阿希姆等人。在創作路線上，勃拉姆斯是純粹音樂的擁護者及實踐者，與當時的新音樂一派的李斯特，瓦格纳等壁壘分明。
布拉姆斯以其完美主義著稱，研究顯示，未能令其滿意的創作經常遭到他本人銷毀．他未正式發表的作品也所在多有。迄今，布拉姆斯的作品已成為現代音樂會的主要曲目之一。漢斯·馮·彪羅将布拉姆斯與巴赫、貝多芬並稱為「三B」。
作為一名傳統主義者和創新者，他的貢獻與才華受到了多位作曲家的欽佩，包括安東尼·德沃夏克（他熱情支持其音樂）和愛德華·埃爾加。馬克斯·雷格和亞歷山大·澤姆林斯基則成功融合了布拉姆斯和華格納這兩種經常被對比的風格。阿諾德·勳伯格也是如此，他與安東·韋伯恩都深受布拉姆斯音樂複雜且結構嚴密的啟發，特別是勳伯格所提倡的「發展變奏」（Developing variation）這個概念。

## 生平

### 早年

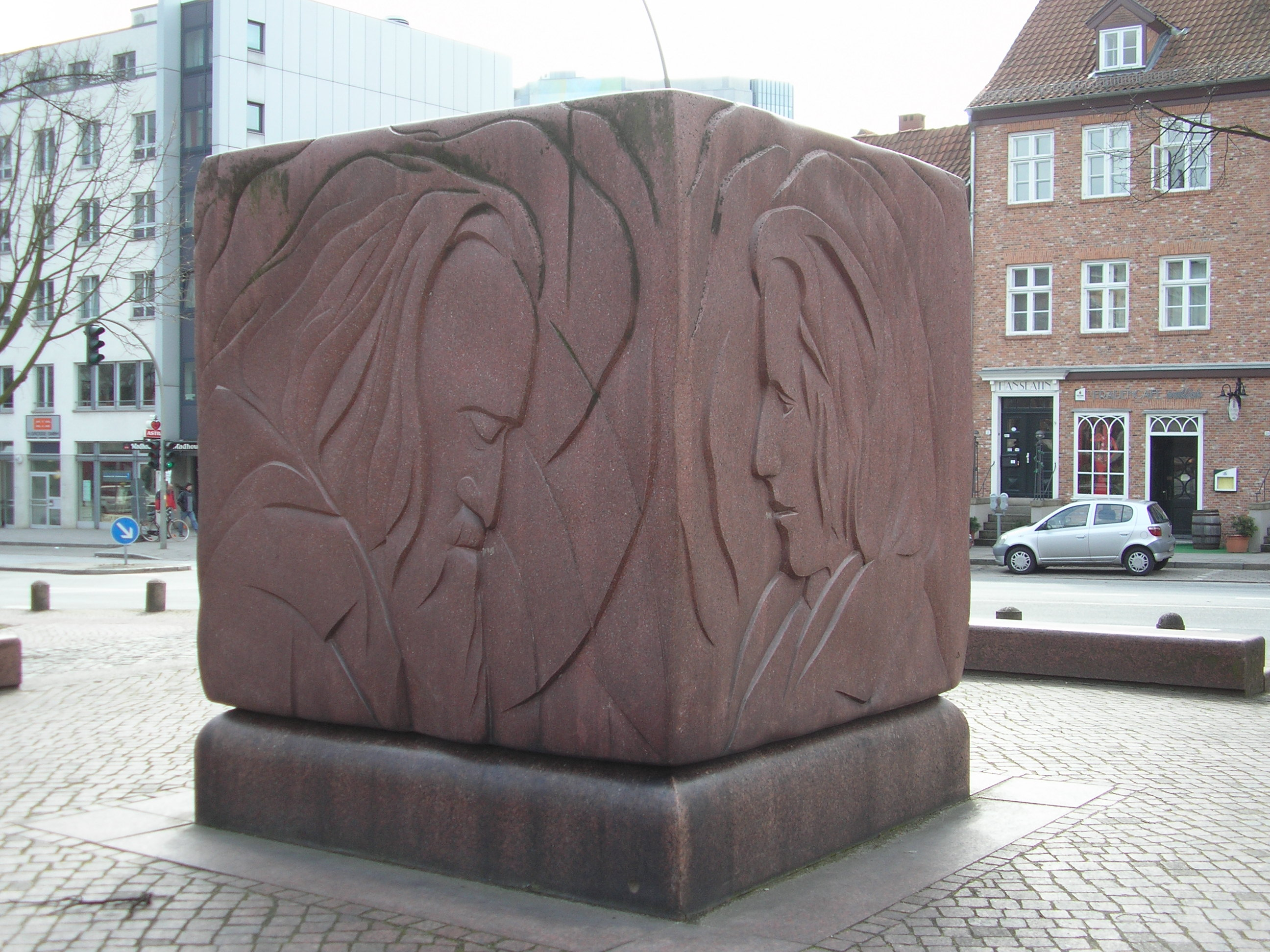
汉堡市勃拉姆斯纪念碑

布拉姆斯的父亲——约翰·雅各布·勃拉姆斯（Johann Jakob Brahms，1806－1872）从迪特馬爾申来到汉堡寻求音乐演奏的工作。他擅长多门乐器，但主要工作是演奏小號和低音提琴。1830年，他娶长他十七岁的裁缝约翰娜·亨丽卡·克丽斯蒂安·尼森（Johanna Henrika Christiane Nissen，1789－1865）为妻。出生於1833年的二子约翰内斯上有一姊，下有一弟。约翰内斯出生后，全家先是在汉堡通道区（工人階級的住區）住了六个月，然后搬到内阿尔斯特湖旁的达姆托瓦街（Dammtorwall）。

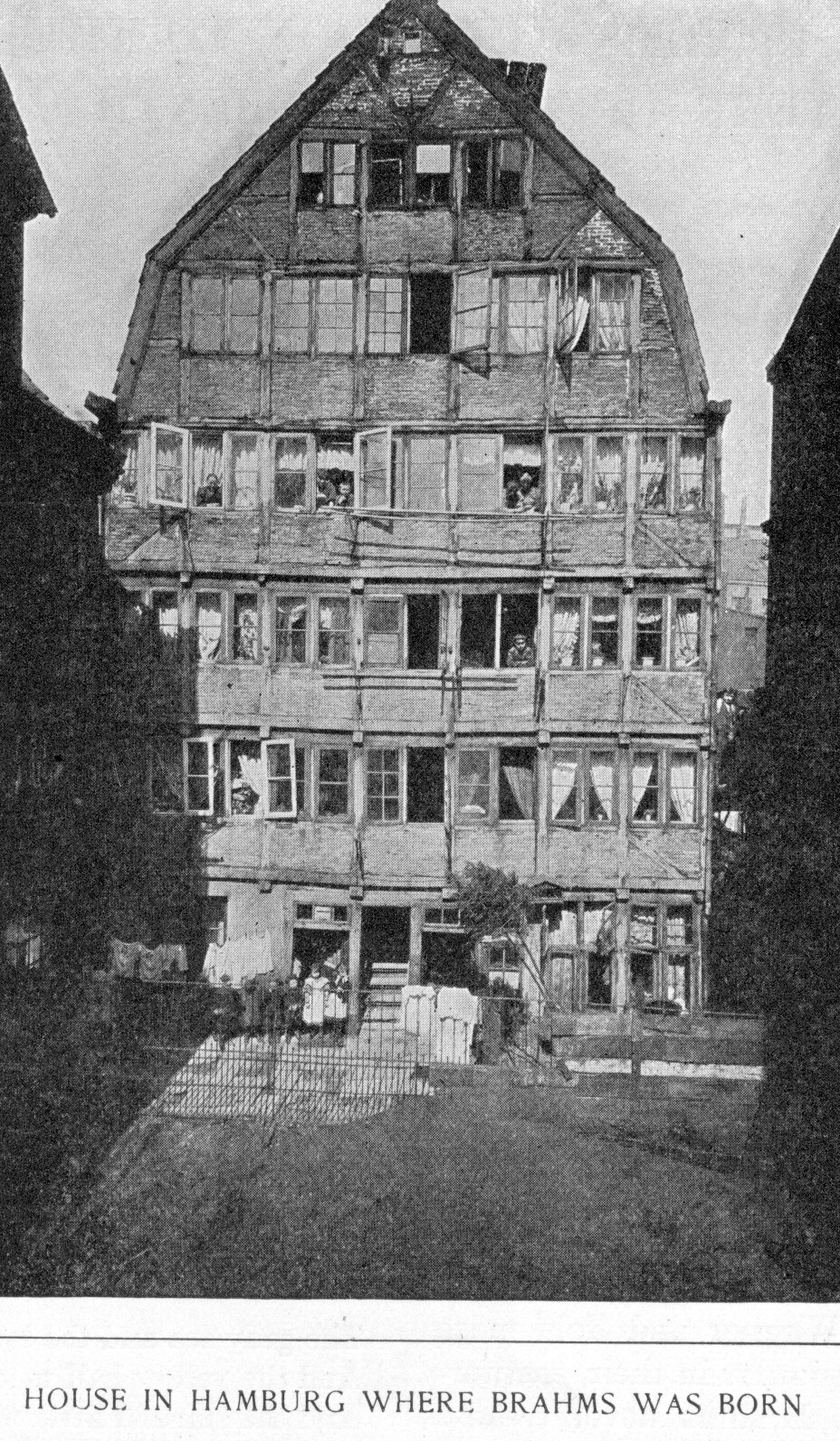
汉堡勃拉姆斯出生处，1891年摄。建筑于1943年毁于战火。

勃拉姆斯先是随父亲学习音乐，七岁起师从奥托·弗雷德里希·威利巴尔德·柯赛尔（Otto Friedrich Willibald Cossel，1813－1865）学习钢琴。勃拉姆斯早年家境貧寒，曾在舞厅和妓院中演奏钢琴藉以維生。早期的传记作家对此曾十分惊诧，甚至对他的这段经历一笔带过。现代作家則指出，此段經歷可能因此導致勃拉姆斯对女性的认识扭曲，以致后来感情坎坷。不過，也有学者不認同這樣的論點，並提出勃拉姆斯年轻时與朋友的往來书信，以及汉堡对这类场所的严格管制為證，主張勃拉姆斯沒有涉足聲色場所的條件。
勃拉姆斯也短暂地学習过大提琴。在柯赛尔之后，勃拉姆斯又师从爱德华·马克森（1806－1887）。马克森在维也纳的老师伊格纳斯·冯·西弗里德既是莫扎特的学生，又是舒伯特的好友。年轻的勃拉姆斯在汉堡开过几场公开演奏会，但直到十九岁进行巡演之后才名声大噪。成年后的勃拉姆斯也经常参演自己的作品，他从十几岁起开始指挥合唱团，后来成为一名精湛的指挥。
勃拉姆斯少年时就开始创作，但之后毁掉了大多数早期作品的手稿。同为马克森学生的露易丝·亚法称，勃拉姆斯在11岁就演奏过自己即兴创作的一首钢琴奏鸣曲，但后来被作曲家本人丢弃。

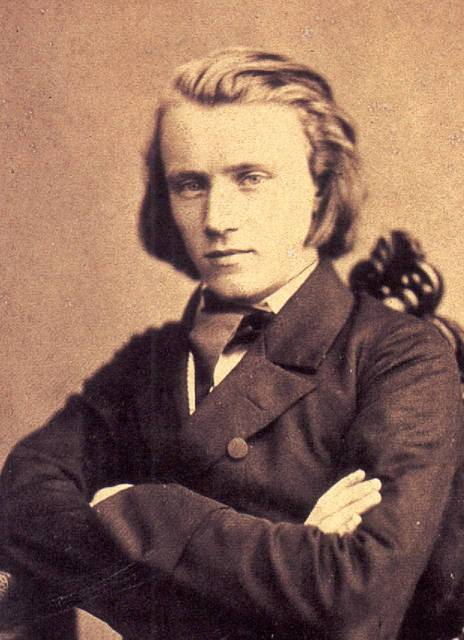
1854年的勃拉姆斯

1853年四月到五月，勃拉姆斯作为匈牙利小提琴家赖门伊·艾代的钢琴伴奏，一同巡回演出。途中他在汉诺威遇到了同为小提琴家和作曲家的约瑟夫·约阿希姆，在魏玛宫廷又结识了李斯特·费伦茨。二人见面时，李斯特亲自视奏了勃拉姆斯的《谐谑曲》。在此之前，勃拉姆斯的許多作品都默默无闻。后来赖门伊与勃拉姆斯分道扬镳，部分原因是勃拉姆斯在李斯特演奏自己的作品《b小调钢琴奏鸣曲》时大打瞌睡，勃拉姆斯对此的解释是自己在旅途中过于劳累。

### 杜塞尔多夫
在莱茵兰进行完演出之后，勃拉姆斯坐火车到了杜塞尔多夫，拿着约阿希姆的引介信会见了罗伯特·舒曼。舒曼为当时仅二十岁的勃拉姆斯的才华倾倒，并在当时的《新音乐杂志》上写了一篇名为《一条新路》的文章，向公众介绍这位年轻人，称其“必然会最完美地表达出这个时代”。在舒曼的朋友圈之外，这篇文章遭到了冷遇和怀疑；这加剧了勃拉姆斯对自己演奏和作曲的严格要求。在杜塞尔多夫期间，勃拉姆斯及舒曼還有作曲家阿尔伯特·迪特里希共同完成了一首写给约阿希姆的小提琴钢琴奏鸣曲——《F-A-E奏鸣曲》，運用约阿希姆的座右銘 Frei aber einsam 並取每個字的開頭作曲，意即“自由但孤独”。
勃拉姆斯对罗伯特·舒曼的夫人、长他14岁的作曲家、钢琴家克拉拉·舒曼产生了感情，这段激烈的情感毕其一生未曾消逝。勃拉姆斯一生未婚，1859年曾与哥廷根一名教授的女儿订了婚又取消。罗伯特·舒曼自杀未遂、进入精神病院后，勃拉姆斯作为克拉拉和她丈夫之间主要的中间人，在一段时间内成了实际的一家之长。罗伯特·舒曼死后，勃拉姆斯赶到杜塞尔多夫，在舒曼家附近的公寓裡居住，并为克拉拉而牺牲了他的事业与艺术，但两年后他离开了克拉拉。勃拉姆斯与克拉拉·舒曼的关系与贝多芬“永恒的爱人”并列为音乐史上最扑朔迷离的谜团：他们是否互相爱恋不得而知，但从他们毁掉相互间的书信一事，可以推测其中或有难言之隐。

### 代特莫尔德、汉堡、维也纳
1856年，罗伯特·舒曼去世之后，勃拉姆斯时而在汉堡指挥一个女性合唱团，时而在代特莫尔德指挥乐队、教授学生。1859年，他作为独奏家首演了他的第1號钢琴协奏曲。1862年，他第一次来到维也纳，次年被任命为维也纳歌唱学院的指挥。尽管1864年勃拉姆斯就辞去了这个职位，并且考虑在别处继续指挥，他还是主要以维也纳为基地，并最终落户于此。1872至1875年，他担任维也纳音乐之友协会的音乐总监。1877年他拒绝了剑桥大学的名誉音乐博士学位，但在1879年接受了弗罗茨瓦夫大学的学位，并创作了《学院节日序曲》以示感谢。
勃拉姆斯在十九世纪五六十年代持续作曲，但是受到了褒贬不一的评价。第1號钢琴协奏曲在最初的几场演出后差评连连，被当时引领潮流的新德意志乐派评为“过时老套”。新德意志乐派的领军人物包括李斯特和瓦格纳，虽然勃拉姆斯赞赏瓦格纳的部分音乐，也钦佩李斯特的钢琴才能，但他与二人的作曲理念上依然有着鸿沟，这也引发了被称作“浪漫主义大战”的论战，影响了整个欧洲音乐界。勃拉姆斯的阵营包括他的朋友克拉拉·舒曼和著名乐评家爱德华·汉斯力克。1860年，勃拉姆斯与约阿希姆合作了一份宣言，公开抗议瓦格纳音乐中的过度泛滥之处。
以下簽名的人，曾經十分令人遺憾地遵循布倫德爾編輯的「新音樂雜誌」所支持某一樂派的目標。
上述這份雜誌持續宣稱，嚴肅的音樂家們基本上贊同刊物所採信的目標，在他們的眼中，許多藝術作品源於這一樂派領導者的創作。總而言之，尤其是在北德，贊成和反對所謂「未來音樂」的辯論，都在他們的偏好中有了定論。
以下簽名的人士咸認為，抗議這種歪曲事實的行為，是他們的職責所在，並且願意指陳就他們的了解，並不認同布倫德爾的主張，且認為新德國樂派的領袖人物和追隨者，有些人擁護這個主張，有些人則強迫大家接受新而未知的理論，此與音樂的精神內涵背道而馳，應該予以強烈的譴責批評。
不過，这份宣言匆匆写就，除上述二人外，只有另二人签名（伊流士·奧圖·格林、伯納德·蕭而茲），最终是一场失败。勃拉姆斯之后再没有介入公开的论战。

### 名声鼎盛
1868年勃拉姆斯大型合唱作品《德意志安魂曲》的首演巩固了作曲家在欧洲音乐界的地位。许多人认为他超越了贝多芬。这也让勃拉姆斯有信心完成一些自己长年缺少进展的作品，比如清唱剧《里纳尔多》、《第一弦乐四重奏》、《第三钢琴四重奏》，以及最有名的《第一交响曲》。尽管勃拉姆斯从1860年代初就构思过交响曲的第一乐章，这部大作1876年才面世。但在1877到1885年短短的八年间，又有三部交响曲相继诞生。
1881年开始，勃拉姆斯的作品可以由迈宁根公爵的宫廷乐团试奏，该乐团的指挥是汉斯·冯·彪罗。1881年，勃拉姆斯著名的《第二钢琴协奏曲》在匈牙利布达佩斯首演，由作曲家本人演奏。
勃拉姆斯经常旅行，无论是为了公事、演出还是休闲。1878年起，他经常在春季到意大利的乡村，并在夏天作曲。他喜爱散步，尤其喜欢在户外思考音乐，因为他觉得新鲜空气让他头脑清晰。
1889年，美国发明家托马斯·爱迪生的代表西奥·旺格曼来到维也纳，与勃拉姆斯合作录制了一张试验性的LP录音。勃拉姆斯在钢琴上演奏了一小段他的第一首匈牙利舞曲。尽管录音开头的语音简介清晰可辨，音乐本身却被噪音淹没。斯坦福大学曾试图改进过录音质量。这是最早的一张知名作曲家本人的录音。然而对于开头简介的声音是旺格曼还是勃拉姆斯的，还有争议。
1889年，勃拉姆斯获得“汉堡荣誉市民”的称号。

### 晚年

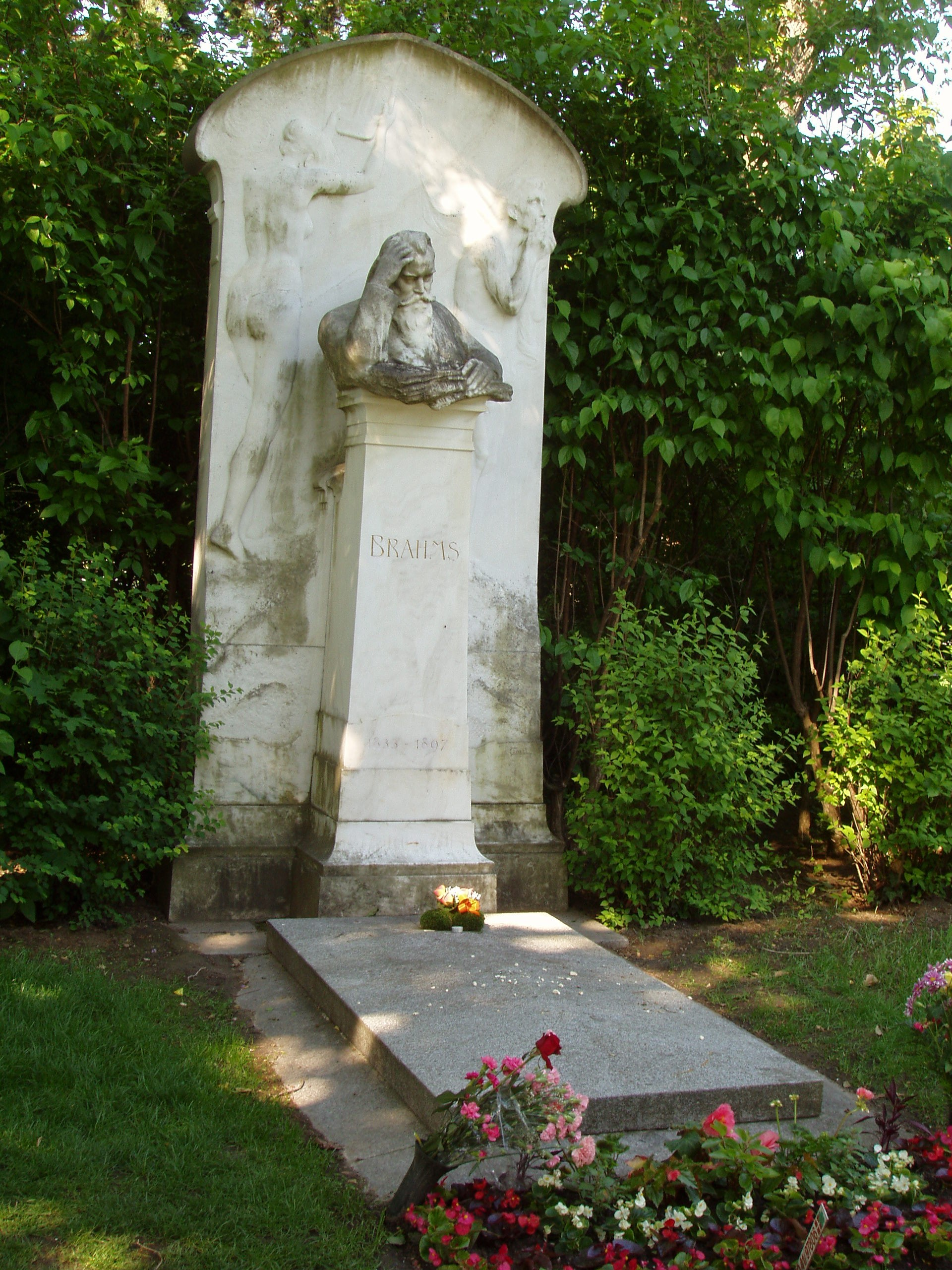
勃拉姆斯之墓

1890年，57岁的勃拉姆斯打算停止作曲，但并没做到。他的许多杰作都诞生于此时直到他死去的这段时间。在赞赏迈宁根乐团的单簧管演奏家理查德·米爾費德之余，勃拉姆斯為其创作了一系列包含单簧管的室内乐，包括单簧管三重奏、单簧管五重奏和两首单簧管奏鸣曲等作品。他也写了一些钢琴作品、艺术歌曲和管风琴作品。
完成作品121后，勃拉姆斯罹患癌症。不同来源对疾病部位或说是肝脏，或说是胰腺。他的病情渐渐恶化，在1897年4月3日逝世，享壽63岁。勃拉姆斯葬在维也纳中央公墓。英国作曲家休伯特·帕里为他写了一首交响音乐《为勃拉姆斯所作的挽歌》。然而这部作品直到1918年帕里本人逝世后的纪念音乐会上才公之于众。

## 創作
卡爾·蓋林格在所著傳記中，將勃拉姆斯的創作概分為四期：
1. 1855年以前
2. 1855年–1868年左右：包括《德意志安魂曲》、弦樂六重奏、鋼琴五重奏，鋼琴獨奏的韓德爾、帕格尼尼等變奏曲，二首管弦樂小夜曲，以及D小調第1號鋼琴協奏曲等
3. 1868年–1890年：小提琴協奏曲，A小調雙協奏曲，第2號鋼琴協奏曲，《愛之歌圓舞曲》（Liebeslieder Walzer），小提琴奏鳴曲等
4. 1890年以後：單簧管五重奏，單簧管三重奏，單簧管奏鳴曲，《四首莊嚴之歌》（Vier ernste Gesänge）

### 特色
探討勃拉姆斯的創作特色，一般皆會由其第一號交響曲做為切入，例如其與貝多芬第五同為C小調（C小調之於貝多芬的別具意義），以及同樣戲劇化的手法（小調開始→奮鬥→以C大調終結、得勝）等，此外第四樂章也有總括前三樂章樂念的傾向（此同貝多芬第九）。在此之外，勃拉姆斯第二號、第三號交響曲的樂念，也經常在後人的討論中與貝多芬第六號、第三號交響曲並陳比較。
精研作曲，並且嚴於自我批評的勃拉姆斯，在管弦樂的寫作上分外謹慎，一般認為他被「不准落在貝多芬的交響曲造詣之下」的責任感所束縛，導致他在管弦樂作品的產出上非常有限。在四首交響曲之外，僅有兩首序曲、兩首小夜曲，以及《海頓主題變奏曲》等創作傳世。再以D小調鋼琴協奏曲為例，此曲起初以交響曲的規模進行構思，但彼時的勃拉姆斯深感無從勝任巨大的交響樂織體，遂將作品縮寫為兩架鋼琴用的奏鳴曲。又過了幾年，這個作品有了一個鋼琴曲的局面，可是還帶有原來的管弦樂的特點，經過抉擇，勃拉姆斯將其改寫成為現今所知的鋼琴協奏曲體裁。這首協奏曲是一次獨特的融合，做為一部「帶鋼琴助奏的交響曲」，體現了早年勃拉姆斯在管弦樂寫作上的步步為營。
勃拉姆斯性格中有著浪漫主義的傾向（他也的確身處於此一時代），但他同時更意識到，浪漫主義和交響樂邏輯是根本對立的。因此，他不滿足於細小的主題相結構的邏輯，他要從當代音樂中尋求可以為交響樂所利用的因素，來支持他的交響樂建築。其第一交響曲應用了胚芽般（germinal）的動機主題（或可以柏辽兹的「固定樂思」比擬），它超越於主題發展的邏輯，起著聯結整個交響曲的作用。在勃拉姆斯筆下，此一動機主題又透過變奏（古典主義的代表性手法）的開展，在其交響曲創作當中扮演著核心的、收聚的功能；此一動機主題不僅在單個樂章出現，而是整部作品的關鍵。在每一首交響曲中，勃拉姆斯都堅持著二元的古典原則。以第四號交響曲的終曲樂章為例，其固定主題以及後續的變奏曲，正是勃拉姆斯一生堅持的展現，而這些原則在當時的浪漫主義大型創作中顯然是缺少的。
在管弦樂作品之外，勃拉姆斯更有大量的人聲、器樂的小型創作，他的器樂室內樂作品囊括了二重奏至六重奏領域，其合唱背景更讓他在人聲創作上得心應手。此外，將人聲與器樂結合寫作，尤其是勃拉姆斯作品的重點特色，以第二號小提琴奏鳴曲第一樂章為例，當中便有分別取自於其歌曲創作「將臨」（德語：Komm bald，作品97之五），以及「就像音樂飄過」（德語：Wie Melodien zieht es mir leise durch den Sinn，作品105之一）的片段，透過小提琴的演奏語彙，實際達到德語藝術歌曲的高度，此點是勃拉姆斯所特有的。
在跨度甚廣的創作類型中，勃拉姆斯甚喜以「成雙」、「對比」的方式來安排作品出版。這樣的例子有：
- G小調第1號鋼琴四重奏（作品25）與A大調第2號鋼琴四重奏（作品26）
- 学院节日序曲（作品80）與悲劇序曲（作品81）
- A小調單簧管三重奏（作品114）與B小調單簧管五重奏（作品115）
- F小調第1號單簧管與鋼琴奏鳴曲（作品120之1）與E♭大調第2號單簧管與鋼琴奏鳴曲（作品120之2）

### 交響曲的特徵
1. 複雜縝密關係的風格，織體渾厚，在主旋律的中間總是充滿著對位音形。
2. 以動機、結合樂曲的連貫性。
3. 旋律有時帶有民謠風、三和弦、動機似的旋律也多見，而其基調為抒情，尤其是慢板樂章。
4. 勃拉姆斯又對於節奏獨特的使用，也是其特色之一以切分音，不同的節奏型的共置（hemiola：2對3的節奏）是主要特性，將重拍的位置移動都有趣的現象。

### 作品節錄
| 鋼琴獨奏 - C大調第1號鋼琴奏鳴曲，作品1 - F♯小調第2號鋼琴奏鳴曲，作品2 - F小調第3號鋼琴奏鳴曲，作品5 - 韓德爾主題變奏曲（及賦格），作品24 - F小調雙鋼琴奏鳴曲，作品34b - 帕格尼尼主題變奏曲，作品35 - 狂想曲，作品79 - 幻想曲，作品116 - 間奏曲，作品117 - 匈牙利舞曲（鋼琴獨奏版） | 室内乐 - B大調第1號鋼琴三重奏，作品8 - B♭大調第1號弦樂六重奏，作品18 - G小調第1號鋼琴四重奏，作品25 - A大調第2號鋼琴四重奏，作品26 - F小調鋼琴五重奏，作品34 - G大調第2號弦樂六重奏，作品36 - E小調第1號大提琴奏鳴曲，作品38 - E♭大調法國號三重奏，作品40 - C小調第1號弦樂四重奏，作品51之1 - A小調第2號弦樂四重奏，作品51之2 - C小調第3號鋼琴四重奏，作品60“维特” - B♭大調第3號弦樂四重奏，作品67 - G大調第1號小提琴奏鳴曲，作品78 - C大調第2號鋼琴三重奏，作品87 - F大調第1號弦樂五重奏，作品88 - F大調第2號大提琴奏鳴曲，作品99 - A大調第2號小提琴奏鳴曲，作品100 - C小調第3號鋼琴三重奏，作品101 - D小調第3號小提琴奏鳴曲，作品108 - G大調第2號弦樂五重奏，作品111“普拉特” - E♭大調單簧管三重奏，作品114 - B小調單簧管五重奏，作品115（按：亦有弦樂五重奏版本） - F小調單簧管奏鳴曲，作品120之1 - E♭大調單簧管奏鳴曲，作品120之2 - B大調鋼琴三重奏（1891年，改編自作品8） - B小調單簧管奏鳴曲（改編自作品115） | 交響曲 - C小調第1號，作品68 - D大調第2號，作品73 - F大調第3號，作品90 - E小調第4號，作品98 協奏曲 - D小調第1號鋼琴協奏曲，作品15 - D大調小提琴协奏曲，作品77 - B♭大調第2號鋼琴協奏曲，作品83 - A小調雙協奏曲（為小提琴、大提琴），作品102 其它 - 海顿主题变奏曲，作品56 - 学院节日序曲，作品80 - 悲劇序曲，作品81 - 匈牙利舞曲 宗教音樂 - 德意志安魂曲，作品45 |

## 評價
以當代的路線之爭來看，勃拉姆斯無疑屬於保守一方。瓦格纳的擁護者沃尔夫有相當嚴厲的批評：「布拉姆斯是舒曼與孟德爾頌的末流模仿者，他對後代藝術史的影響，一如已故的勞伯·沃克曼，他在藝術史上的地位和沃克曼一樣卑微，易言之，就是一點影響力也沒有。⋯⋯這位作曲家，真是舊時代殘餘下來的遺老，在時代的洪流中無足輕重。」相對於此，後代音樂史家則認為，勃拉姆斯這種自囿於舊形式藝術的選擇，是基於「歷史主義」（historismus）的一種行為。他致力於使音樂傳統保持不墜，在同時代的作曲家幾乎不再使用古典曲式創作時，勃拉姆斯始終是這種古老手法的堅定守護者。

## 其它

### 乐器
勃拉姆斯主要使用德国和维也纳式钢琴。他早年曾使用一家汉堡公司（Baumgarten＆Heins）生产的钢琴进行弹奏。1856年，克拉拉·舒曼给了他一架格拉夫钢琴。勃拉姆斯在1873年之前一直使用这架钢琴进行创作。之后，他将这架钢琴捐赠给了音乐博物馆（Gesellschaft der Musikfreunde）；如今这架钢琴在维也纳的艺术史博物馆（Kunsthistorisches Museum）展出。在1864年，他在给克拉拉的信中讲述了斯特雷彻（Streicher）对他的吸引力。1873年，他收到了斯特雷彻钢琴op.6713，并在去世前一直将其存放在家中。正如他写给克拉拉的信中所说：“在那[我的斯特雷彻钢琴]上，我总是很清楚自己写的东西，以及我为什么这样或那样地写”。
在19世纪80年代的公开演出中，勃拉姆斯主要使用贝森朵夫（Bösendorfer）钢琴来进行演奏。在他的波恩演奏会上，他使用了一架1880年款的Steinweg Nachfolgern和1883年款的Blüthner钢琴进行演奏。勃拉姆斯还在他的几场演奏会中使用了贝希斯坦钢琴：1872年在维尔茨堡、1872年在科隆和1881年在阿姆斯特丹。

### 軼事
- 其對於音樂歷史的研究與學養，幾可媲美音樂學者。
- 其小提琴協奏曲被列為四大小提琴协奏曲之一（与貝多芬、孟德爾頌、柴可夫斯基齐名），约阿希姆曾對此曲作過修改建議。
- 勃拉姆斯與柴可夫斯基曾經見過一面，德意志遇到纖細的斯拉夫人，兩人相見兩厭。勃拉姆斯甚至討厭他甚於華格納[27]。
- 勃拉姆斯與圓舞曲之王小約翰·斯特劳斯，以及捷克音樂家德弗札克均相當友好，他曾半開玩笑說：「我真忌妒德弗札克，可以有這麼多靈感。」
- 在作曲之外，勃拉姆斯也從事樂譜編輯工作。他的財務狀況頗為良好，不似前輩如莫札特、貝多芬或舒伯特等人拮据。
- 其匈牙利舞曲作品曾經被訴侵權，但最後由作曲家方勝訴。
- 據說音樂也透過冯·彪罗，間接影響了走華格納風格的理察·史特勞斯。
- 他曾大力批評安東·布魯克納和漢斯·羅特(布魯克納的學生)的音樂，形容他們「沒有才華」，後者因不能承受此等打擊而患上精神疾病。

## 著名专辑
- 博伊德·麦克唐纳。Boyd McDonald. Johannes Brahms. The piano Miniatures. 约翰·巴普蒂斯特·斯特雷彻 1851
- 亚历山大·奥盖，尼尔·佩雷斯·达科斯塔。Alexandre Oguey, Neal Peres da Costa. Pastoral Fables. 约翰·巴普蒂斯特·斯特雷彻 1868 (保罗·麦克诺提)
- 哈迪·里特纳。Hardy Rittner. Johannes Brahms. Complete Piano Music. 博森朵夫 1846,  约翰·巴普蒂斯特·斯特雷彻 1856, 1868